# Remember (album Steve’a Grovera)
 Remember – album muzyczny amerykańskiego zespołu jazzowego The Steve Grover Quartet nagrany z towarzyszeniem klarnecisty 
Brada Terry'ego. Wszystkie utwory skomponowane zostały przez Steve'a Grovera. 
Album został wydany przez wytwórnię Invisible Music Records w 1998.

## Muzycy
- Steve Grover – perkusja
- Brad Terry – klarnet
- Frank Carlberg – fortepian
- Chris Ven Voorst Van Beest – kontrabas

## Lista utworów
| 1. | "Beginning Again"          | 4:53  |
|    |                            |       |
| 2. | "Noble Accents"            | 7:38  |
|    |                            |       |
| 3. | "The Seventh String"       | 7:16  |
|    |                            |       |
| 4. | "Blues on the Bridge"      | 5:43  |
|    |                            |       |
| 5. | "Blues for Brad"           | 5:14  |
|    |                            |       |
| 6. | Remember"                  | 8:00  |
|    |                            |       |
| 7. | "Ballad for Les"           | 5:49  |
|    |                            |       |
| 8. | "Theresa Minor"            | 4:57  |
|    |                            |       |
| 9. | "Dreaming with Thelonious" | 5:55  |
|    |                            |       |
|    |                            | 55:25 |
|    |                            |       |